# Afrocerceis kenyensis
Afrocerceis kenyensis is een pissebed uit de familie Sphaeromatidae. De wetenschappelijke naam van de soort is voor het eerst geldig gepubliceerd in 1995 door Mueller.